# Tournesolmysteriet
Tournesolmysteriet (tidligere titler Affæren Tournesol og Det hemmelige våben, fransk originaltitel L'Affaire Tournesol) er det attende album i tegneserien om Tintins oplevelser. Det er skrevet og tegnet af den belgiske tegneserieskaber Hergé og blev udgivet i 1960. Historien foregår i 1950'erne efter historien om Mission til Månen og De første skridt på Månen.
Professor Tournesol har opfundet en maskine, der kan ødelægge ting med lydbølger, som kommer under Borduriens efterretningstjenestes søgelys, og Tintin og kaptajn Haddock må hjælpe ham.
Visse personer, som bl.a. tegneserieforfatteren Benoît Peeters betragter historien som den mest "detektiv-agtige" i hele serien i sin bog Hergé – Bogen om Tintin og hans skaber.

## Nogle franske udgaver
- 1954-1956: Les aventures de Tintin et de Milou – L'affaire Tournesol, fortsat serie i Tintin nr. 51, 22. desember 1954[2] – nr. 8, 22. februar 1956.[3]
- 1956: Les aventures de Tintin – L'affaire Tournesol, album fra Casterman, 62 tegneseriesider i farver.[4]

## Danske udgaver
Føljetoner
- 1962-1963: Affæren Tournesol. Fortsat serie i Politiken nr. 321, tirsdag 21. august 1962 – nr. 106, tirsdag 15. januar 1963.
- 1967: Det hemmelige våben. Fortsat serie i fart og tempo nr. 31, fredag 4. august 1967 – nr. 46, fredag 17. november 1967.
- 1971: Det hemmelige våben. Fortsat serie i Århus Stiftstidende søndag 28. februar 1971 – søndag 5. december 1971.

Album
- 1964: Tintins oplevelser nr. 10 (gammel standardudgave). Det hemmelige våben. Illustrationsforlaget. Genoptryk har ISBN 87-562-0053-6.[5]
- 2007: Tintins oplevelser (retroudgave). Tournesolmysteriet. 2. udgave. Carlsen Comics, ISBN 978-87-626-0527-5. Fra 2. oplag, 2017, Cobolt, ISBN 978-87-7085-161-9.[6]
- 2009: Tintins oplevelser nr. 18 (minicomics). Tournesolmysteriet. Cobolt, ISBN 978-87-7085-363-7.[7]
- 2016: Tintins oplevelser (ny standardudgave). Tournesolmysteriet. Cobolt, ISBN 978-87-7085-619-5.[8]